# Горец: Ворон
Горец: Ворон (англ. Highlander: The Raven, при показе в России название было переведено просто как «Ворон») — фэнтезийный телесериал с элементами детектива. Является спин-оффом сериала «Горец», главным действующим лицом является бессмертная Аманда Монтроуз — авантюристка и воровка, второстепенный персонаж из сериала «Горец», впервые появляющаяся в 18 серии 1 сезона.

## Сюжет сериала
Сериал начинается с того, что детектив Ник Вулф и его напарница Клаудия расследуют кражу драгоценностей. Следы преступления их выводят на Аманду, которая все отрицает и ловко обходит все поставленные полицией капканы. Вскоре грабят и саму Аманду. При задержании преступника напарница Ника погибает, вора убивают при задержании, а Аманде удается скрыться. На похоронах Клаудии начальник Ника говорит ему, что они всего лишь люди, а это всего лишь их работа. Гибель Клаудии — издержки профессии. Ник возмущен таким пренебрежительным отношением, и уходит из полиции, отдав начальнику свой значок.
Ник пытается забыться, ошиваясь по барам. В одном из них к нему подходит Аманда. Она пытается как-то поддержать его, но Ник прогоняет её. При выходе из бара Ник видит, как бандиты избивают пожилого человека. Ник вступается за него, и сам становится жертвой побоев, но его спасает Аманда, которая с легкостью расправляется с нападающими. Впоследствии, Ник узнает её тайну: Аманда — бессмертна. Она родилась в Нормандии, в начале IX века, и жива до сих пор. В дальнейшем они вместе решают загадки многовековой давности и преступления, совершенные уже в наше время, при этом Ник выгораживает Аманду от представителей власти…

## Вступительная заставка сериала
Вступительная заставка сериала аналогичная заставке оригинала: Аманда (подобно Дункану) выходит в длинном плаще с мечом в руке из тумана, под пролог, произносимый Ником:
Она - бессмертна...
Тысячи лет проходят, а она не может умереть. Существо, подобное Ворону...Воровка, которая может украсть Солнце и Луну, и скрыться во тьме, но он нашел её. Я был полицейским честно делавшим своё дело, но она его не делала. Своим появлением она изменила всю мою жизнь, изменила все вокруг, и этот Мир никогда не станет для нас прежним...
После этого идет видеоряд, показывающий жизнь и схватки Аманды в разные эпохи, и её взаимоотношения с Ником.

## Список эпизодов
| 1 | 1x01 | Возрождение                        | Reborn                |  |  |  |
| Ловкая воровка Аманда Монтроуз устраивает кражу драгоценностей из богатого особняка и обманывает полицейских детективов, ведущих расследование — Ника Вольфа и Клаудию Хоффман. Однако дело поворачивается неожиданной стороной — неизвестный третий участник событий подставляет Аманду под обвинение в убийстве… |      |                                    |                       |  |  |  |
| 2 | 1x02 | Полное разоблачение                | Full Disclosure       |  |  |  |
| Ник пытается забыться, ошиваясь по барам. В одном из них к нему подходит Аманда. Она пытается как-то поддержать его, но Ник прогоняет её. При выходе из бара Ник видит, как бандиты избивают пожилого человека. Ник вступается за него, и сам становится жертвой побоев, но его спасает Аманда, которая с легкостью расправляется с нападающими. Вскоре, она встречается со своим противником — бессмертным по имени Марио Кордосса, с которым она сталкивалась в последний раз в 1952 году… |      |                                    |                       |  |  |  |
| 3 | 1x03 | Кровное Родство                    | Bloodlines            |  |  |  |
| Вулф убивает киллера по имени Морган Кенворт, чья цель была медиамагнат Денис Грэйди. Впоследствии, Ник узнает, что он — бессмертный. Аманда вспоминает, что предки Денис убили сына Кенворта в 1897 году, и теперь он мстит её семье через поколения… |      |                                    |                       |  |  |  |
| 4 | 1x04 | Иммунитет                          | Immunity              |  |  |  |
| Вулфа нанимают для того, чтобы он выкрал секретные бумаги в румынском посовольстве. Он обращается за помощью к Аманде, но за ней ведёт охоту бессмертный маньяк Коллер, который убивает бессмертных рад обогощения их силой без видимых на то причин… |      |                                    |                       |  |  |  |
| 5 | 1x05 | Коготок увяз, всей птичке пропасть | So Shall Ye Reap      |  |  |  |
| Агенты ФБР убивают ученого, чей отец (смертный, но давний друг Аманды, знающий её тайну и хранивший её в течение 30 лет) просит Ника и Аманду помочь ему в расследовании гибели его сына… |      |                                    |                       |  |  |  |
| 6 | 1x06 | Право по рождению                  | Birthright            |  |  |  |
| Ник и Аманда помогают потомкам освобожденных в 1720 году рабов, получить драгоценности, принадлежащие им по праву… |      |                                    |                       |  |  |  |
| 7 | 1x07 | Преступление и наказание           | Crime and Punishment  |  |  |  |
| Осужденный Рэй Бонита пытается убить Вулфа, который арестовал его. Вулф узнает, что Бонита был невиновен… |      |                                    |                       |  |  |  |
| 8 | 1x08 | Неизвестный солдат                 | The Unknown Soldier   |  |  |  |
| 3а Амандой охотится человек, которого она обокрала в 1917 году… |      |                                    |                       |  |  |  |
| 9 | 1x09 | «Плащ и кинжал»                    | Cloak and Dagger      |  |  |  |
| Майерс просит Аманду, ворваться в дом Людвига Вайса с ним, чтобы получить секретный файл. Майерс вынужден убить Вайс. Майерс признается Аманде и Вулфу, что он встретил Вайса, работая под прикрытием в Штази. Вайс шантажировал Майерса… |      |                                    |                       |  |  |  |
| 10 | 1x10 | Пассивная игра                     | Passion Play          |  |  |  |
| В 1963 году Люси была успешной и молодой актрисой. Он влюбилась в бессмертного по имени Марко Беккер. Бессмертный Уилсон Гири использовал Люси, чтобы добраться до Беккера и обезглавил его. Люси возненавидела его, и обратилась за помощью к Нику и Аманде, чтоб расквитаться с Гири. Гири, в свою очередь, похищает Люси, чтоб заманить Аманду и Ника в ловушку… |      |                                    |                       |  |  |  |
| 11 | 1x11 | Дьявол, которого ты знаешь         | The Devil You Know    |  |  |  |
| Бессмертный Виктор Хансен просит Аманду помочь ему украсть Бриллиант Валентино, но при проведении операции все идет не так, как было задумано… |      |                                    |                       |  |  |  |
| 12 | 1x12 | Вопрос времени                     | A Matter of Time      |  |  |  |
| Ник Вулф встречает Джо Доусона и узнает о существовании Наблюдателей… |      |                                    |                       |  |  |  |
| 13 | 1x13 | Французский связной                | The French Connection |  |  |  |
| Аманда и Ник расследуют дело о подделке денег в Париже. |      |                                    |                       |  |  |  |
| 14 | 1x14 | Разбойник                          | The Rogue             |  |  |  |
| Бессмертный Фрэнк Бреннан (Michael Siberry) пытается убить актрису Дебру Доу, нынешнего работодателя Майерса и друга Ника. Вулф помнит, убил Бреннана четыре года назад, чтобы защитить Майерса. Когда Бреннан убивает одного из телохранителей Майерса, Вулф и Аманда начинают понимать, что Бреннан не остановится. Вулф и Аманда защищают Майерса, и Аманда, наконец, обезглавливает Бреннана.                                                                                            |      |                                    |                       |  |  |  |
| 15 | 1x15 | Из Ада                             | Inferno               |  |  |  |
| Бессмертная Талия Бауэр крадет кейс. Его владелец Майкл Гарэтт просит Ника вернуть его, а тот обращается за помощью к Аманде, но проблема в том, что Талия в 1792 году, спасла Аманду от казни на гильотине… |      |                                    |                       |  |  |  |
| 16 | 1x16 | Рама                               | The Frame             |  |  |  |
| Бессмертный Джейд крадет бесценную картину. Джейд была соперником Аманды в любви и воровстве на протяжении веков. Вулф и Аманда пытаюся найти Джейд и вернуть картину её владельцу, сэру Тревору Бентону… |      |                                    |                       |  |  |  |
| 17 | 1x17 | Любовь и смерть                    | Love and Death        |  |  |  |
| Аманде приходится рассказать Майерсу, что она — бессмертна, но тот не верит ей до тех пор, пока не становится свидетелем того, как она сражается со своим давним врагом Дереком Мархэмом. |      |                                    |                       |  |  |  |
| 18 | 1x18 | Не разлей вода                     | Thick as Thieves      |  |  |  |
| Бессмертный Джереми Декстер грабит казино. Аманда обокрала казну королевы Марии с Декстером в 1554 и отказывается помочь Вулфу и агенту Интерпола Николае Бреслау арестовать его… |      |                                    |                       |  |  |  |
| 19 | 1x19 | Манипулятор                        | The Manipulator       |  |  |  |
| Журналист Тим Хелфет просит Ника и Аманду выкрасть для него ноутбук у человека по имени Владимир Ранков. В дальнейшем выясняется, что Ранков — бессмертный, убивший протеже Аманды в 1565 году… |      |                                    |                       |  |  |  |
| 20 | 1x20 | Старые дела                        | The Ex-Files          |  |  |  |
| Лорен, бывшая жена Ника, просит его о помощи после встречи с бессмертным Юлиусом Хеллером. Аманда вспоминает, как Хеллер в 1643 году сжег на костре акушерку, как ведьму. Вскоре Хелер убивает Лорен.. |      |                                    |                       |  |  |  |
| 21 | 1x21 | Война и мир                        | War and Peace         |  |  |  |
| Двое бессмертных сталкиваются после войны за независимость США. Оба считали друг друга погибшими в той войне… |      |                                    |                       |  |  |  |
| 22 | 1x22 | Мертвого на прибытии               | Dead on Arrival       |  |  |  |
| На Ника было совершенно покушение: он был отравлен. Аманда, чтобы спасти его, обращает его в бессмертного, в надежде, что они вместе продолжат начатый путь, но Ник говорит, что это не его…Он не может жить с мыслью о том, что все кого он знает будут умирать на его глазах, и что однажды ему, возможно, придется обезглавить ту, которую он любит, после чего уходит…. |      |                                    |                       |  |  |  |
| |      |                                    |                       |  |  |  |

## Актерский состав

### В главных ролях
| Актёр            | Роль                  |
| ---------------- | --------------------- |
| Элизабет Грэйсен | Аманда Монтроуз       |
| Пол Йохансон     | Ник Вулф              |
| Патриция Гэйдж   | Люси горничная Аманды |

### Принимали участие в сериале в других ролях
- Ханнес Енике
- Майкл Коупмен
- Кавана, Роберт[англ.]
- Кэтрин Брухайер
- Торри Хиггинсон
- Мелани Николлз-Кинг
- Джулиан Ричингс
- Эллен Дубин
- Марк Пьерре
- Томас Локйер
- Бенедикк Бейтс
- Филип Акин
- Валентин Пелка

### Приглашенные звезды
В сериале принял участие американский актёр и музыкант Джим Бернс из оригинального сериала. В сериале «Горец: Ворон» он сыграл туже роль, что в сериале «Горец» — Наблюдателя Джо Доусона.

## Показ сериала
Сериал не снискал большой популярности. Его оценка на сайте Internet Movie Database составляет 5,2 из 10, и получил он смешанные отзывы. Вследствие этого, сериал был закрыт после первого сезона.

## Награды и номинации
Сериал имеет 5 премий OFTA:
- Лучший синдицированный сериал.
- Лучшая актриса синдицированного сериала.
- Лучшая музыка синдицированного сериала.
- Лучшая режиссура синдицированного сериала.
- Лучший сценарий синдицированного сериала.